# Hedemora landsfiskalsdistrikt
Hedemora landsfiskalsdistrikt var 1918–1964 ett landsfiskalsdistrikt i Kopparbergs län, bildat när Sveriges indelning i landsfiskalsdistrikt trädde i kraft den 1 januari 1918, enligt beslut den 7 september 1917. Den 1 januari 1965 avskaffades i Sverige samtliga landsfiskaler och landsfiskalsdistrikt, och deras arbetsuppgifter delades upp på de nyskapade indelningarna polisdistrikt, åklagardistrikt och kronofogdedistrikt.
Landsfiskalsdistriktet låg under länsstyrelsen i Kopparbergs län.

## Ingående områden
De två städerna Hedemora och Säter lades under landsfiskalsdistriktet den 1 januari 1937. När Sveriges nya indelning i landsfiskalsdistrikt trädde i kraft den 1 oktober 1941 (enligt kungörelsen den 28 juni 1941) överfördes Säters stad och Säters landskommun till det nybildade Säters landsfiskalsdistrikt. När Sveriges nya indelning i landsfiskalsdistrikt trädde i kraft den 1 januari 1952 (enligt kungörelsen 1 juni 1951) ändrades inte distriktets omfattning, men kommunen Garbenberg inkorporerades samtidigt genom kommunreformen 1952 i Hedemora landskommun.

### Från 1918
- Garpenbergs landskommun
- Hedemora landskommun
- Säters landskommun

### Från 1937
- Garpenbergs landskommun
- Hedemora landskommun
- Hedemora stad
- Säters landskommun
- Säters stad

### Från 1 oktober 1941
- Garpenbergs landskommun
- Hedemora landskommun
- Hedemora stad

### Från 1 januari 1952
- Hedemora landskommun
- Hedemora stad